# Jan Bos

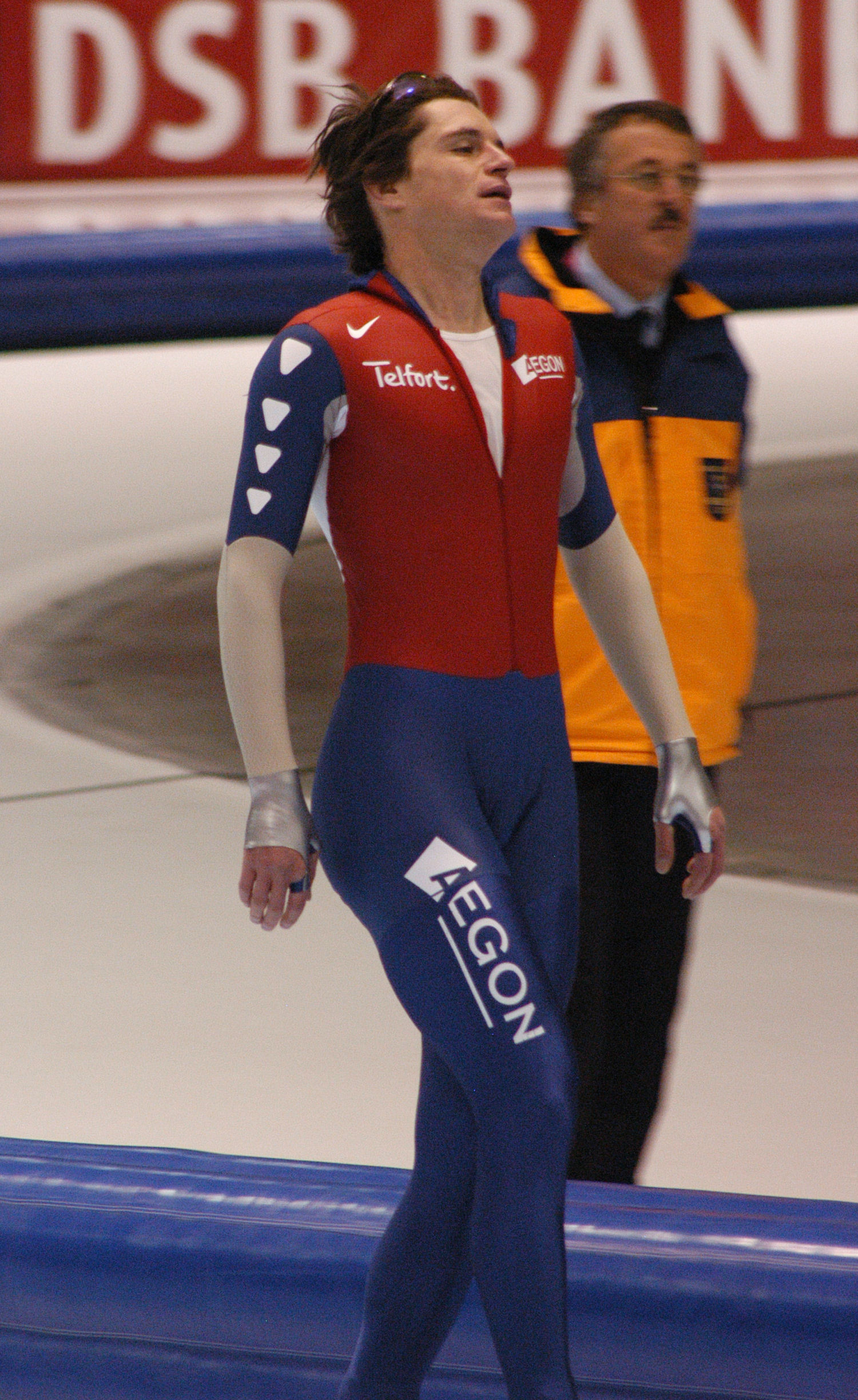
Jan Bos beim Weltcup in Heerenveen 2007

Jan Bos (* 29. März 1975 in Hierden) ist ein niederländischer Eisschnellläufer und Radrennfahrer.
Im Jahr 1998 wurde Jan Bos in Berlin Eisschnelllauf-Weltmeister im Sprint und gewann bei den Olympischen Spielen in Nagano im selben Jahr die Silbermedaille über 1000 Meter. Vier Jahre später gewann er wiederum Silber über die gleiche Distanz. Insgesamt startete er seit 1998 viermal bei Olympischen Winterspielen. Bei den 2006 in Turin trug er bei der Eröffnungsfeier die Fahne der Niederlande.
Jan Bos ist der Bruder des Radsportlers Theo Bos. 2004 starteten die Brüder gemeinsam mit Teun Mulder bei den Olympischen Sommerspielen in Athen im Teamsprint an und belegten Rang sechs. Im selben Jahr gewannen die drei Sportler den Teamsprint-Wettbewerb bei den Open Balkan Championships, ebenfalls in Athen.
Im März 2011 beendete Bos seine Laufbahn als Eisschnellläufer und erklärte, er wolle sich als Radsportler für die Olympischen Spiele in London qualifizieren, gab diesen Plan jedoch wenig später auf. Im September 2013 machte er in einem Human Powered Vehicle, das das Human Power Team Delft & Amsterdam entwickelt hatte, im US-amerikanischen Battle Mountain einen Weltrekordversuch, konnte jedoch die bestehende Bestmarke von 133 Kilometer pro Stunde mit 126,5 Kilometern nicht verbessern.
Seit 2013 arbeitet Jan Bos als Trainer an der Eislauf-Akademie Inzell.

## Weltcup-Platzierungen
| Platzierung | 100 m | 500 m | 1000 m | 1500 m | 5000 m | 10000 m | Team |
| ----------- | ----- | ----- | ------ | ------ | ------ | ------- | ---- |
| 1. Platz    |       | 1     | 15     |        |        |         |      |
| 2. Platz    |       | 2     | 10     | 2      |        |         |      |
| 3. Platz    |       | 8     | 14     | 4      |        |         |      |
| Top 10      |       | 34    | 52     | 11     |        |         |      |

(Stand: 22. November 2009)